# Iddalgi, Hungund
Iddalgi là một làng thuộc tehsil Hungund, huyện Bagalkot, bang Karnataka, Ấn Độ.